# Bohrschwert
Il Bohrschwert (Estoc in lingua francese; Tuck in lingua inglese; Bohrschwert o Panzerbrecher in lingua tedesca), anche spezza armature o rompi armature, è una tipologia di spada medievale per penetrare l'armatura dei cavalieri.

## Storia
Come reazione al miglioramento dell'armatura nel Tardo Medioevo e alla comparsa della prima armatura a piastre, nel XIV secolo apparvero spade progettate esclusivamente per pugnalare e spesso quasi inutili per tagliare. Poiché alcune delle armi di scherma efficaci contro l'armatura includono la mezza spada, queste spade da perforazione avevano spesso opzioni di presa aggiuntive sulla lama. Questa forma di arma si può trovare in Europa fino al XVI secolo, anche se vari autori hanno anche suggerito che fosse un tipo di lancia da giostra usata dai cavalieri.

## Descrizione
All'incirca paragonabile a uno stiletto, lo spezza armatura ha una lama lunga, dritta e molto robusta simile a un punteruolo con una sezione trasversale triangolare o quadrangolare. La punta della lama è particolarmente rinforzata e indurita. Di solito non c'è la guardia. Quest'arma veniva utilizzata per penetrare armature ad anelli o tessili con un duro colpo, a volte con entrambe le mani, o almeno per spingere la punta lunga e sottile dell'armatura a piastre negli interstizi tra le singole parti della piastra, per penetrare qualsiasi armatura sottostante e per ferire l'avversario in questo modo. La manopola all'estremità del manico veniva utilizzata per applicare ulteriore pressione con la parte superiore del corpo se necessario.